# Västsverige

Sveriges riksområden. Västsverige motsvarar område SE23 i NUTS.

Västsverige eller Västra Sverige är dels ett informellt geografiskt begrepp, dels ett så kallat riksområde i internationell statistik. Riksområdet omfattar Västra Götalands län och Hallands län.
Begreppet används till exempel av Västsvenska Industri- och Handelskammaren och Hovrätten för Västra Sverige. Hovrättens domkrets omfattar delar av Västra Götalands län, Hallands län och Värmlands län.